# Juan José Martínez Zato
Juan José Martínez Zato (La Coruña, 24 de diciembre de 1935-Málaga, 15 de febrero de 2019) fue un jurista español que tuvo responsabilidades en puestos de dirección de la administración pública y la administración de justicia.

## Biografía
Martínez Zato nació en La Coruña en 1935. Licenciado en Derecho, aprobó las oposiciones a fiscal y realizó las prácticas en la Escuela Judicial en Madrid. Se incorporó como fiscal a la Audiencia Territorial de Barcelona a mediados de los años 1960 e ingresó en Justicia Democrática, entonces organización ilegal. Participó en el grupo de juristas enviados por España a la entonces recién independizada Guinea Ecuatorial, para ayudar en el proceso de constitución del nuevo estado. No obstante, sus enfrentamientos con las autoridades guineanas por la vulneración de derechos fundamentales le valieron la expulsión del país.
Durante la restauración democrática en España fue un activo defensor de la Constitución de 1978. En 1982, en el primer Gobierno de Felipe González, fue nombrado director general de Instituciones Penitenciarias por el ministro Fernando Ledesma.
En el ámbito de la administración de justicia fue fiscal, además de en la Audiencia de Barcelona, en las de Pontevedra, La Coruña y Madrid, y en el Tribunal de Cuentas. Asimismo, ocupó importantes cargos de la cúpula fiscal, tales como fiscal jefe de la Inspección Fiscal, de la Secretaría Técnica, de la Unidad de Apoyo y teniente fiscal del mismo tribunal en 2005, entre otros destinos. En 1985 fue elegido por el Senado, vocal del Consejo General del Poder Judicial.
Falleció en Málaga, donde residía desde su jubilación, en febrero de 2019.